# Dave the Barbarian
A Dave the Barbarian című amerikai rajzfilmsorozatot Doug Langdale készítette a Disney Channel számára 2004-ben. A sorozat a "hősies" fantasy sorozatok/filmek és a sword and sorcery műfaj paródiája.
A műsor a címadó főszereplőről, a barbár Dave-ről szól, aki a kitalált "Udrogoth" nevű királyságban él a középkorban. Apja és anyja rá és két nővérére hagyták a birodalom vezetését. Szüleik ugyanis azért hagyták el a királyságot, hogy a gonosz ellen harcoljanak. Most Dave-nek, két nővérének és a testvérek varázsló nagybácsijának kell megvédenie Udrogoth-ot a rosszfiúktól. A sorozat fő ellensége egy "Chuckles" nevű disznó. Annak ellenére, hogy Chuckles általában a rosszfiú szerepét tölti be, számtalanszor segítette már a hősöket.
A fő visszatérő poén (running gag) a sorozatban az, hogy Dave – izmos termete és barbár léte ellenére – iszonyatosan gyáva és igazából nem is szeretne barbár lenni. Ez a műsor főcímdalában is látszik, amikor Dave megijed egy egértől, illetve magasba emel egy követ, de valamitől szintén megretten, a kő pedig agyonnyomja.
A műsor 1 évadot futott, 21 epizóddal. 22 perces egy epizód. Magyarországon soha nem vetítették. Az USA-ban 2004. január 23.-tól 2005. január 22.-ig sugározta a Disney Channel. Később a társcsatorna, a Toon Disney ismételte a részeket, 2009-ig. A vélemények erősen megoszlottak a sorozatról: voltak, akiknek tetszett és a csatorna klasszikus produkciói közé sorolták, míg egyesek erőltetettnek érezték a humort.